# Calculadoras VPAM de Casio
Las calculadoras VPAM de Casio son calculadoras científicas fabricadas por Casio que usan el Método algebraico visualmente perfecto (V.P.A.M.), de Casio, Pantalla Natural Display o métodos de entrada Natural V.P.A.M.
V.P.A.M. es un sistema de introducción de expresiones matemáticas infix, utilizado por Casio en la mayoría de sus calculadoras científicas actuales. En la notación infix se tiene en cuenta el precedencia de los operadores matemáticos. Según Casio, en V.P.A.M. los cálculos pueden introducirse exactamente como se escriben normalmente. Las funciones, los operadores y los símbolos se muestran en la pantalla de la calculadora y los cálculos se realizan según la precedencia del operador.

## Historia
El nombre V.P.A.M. se introdujo por primera vez en 1994 con la introducción de la calculadora científica fx-991S en Japón. En 1998, el modelo Casio fx-991W utilizó una pantalla de dos niveles (multilínea) y el sistema se denominó S-V.P.A.M. (Super V.P.A.M.). El modelo presentaba una matriz de celdas LCD de 5×6 puntos en la línea superior de la pantalla y una LCD de siete segmentos en la línea inferior de la pantalla que había sido utilizada en la calculadora programable Casio fx-4500P. El sistema S-V.P.A.M. también se utilizó en los otros modelos de la serie W y también en la serie MS de calculadoras que le siguieron. V.P.A.M. es similar a la Lógica Algebraica Directa (D.A.L.) usada por Sharp en algunas de sus calculadoras científicas.
La fx-82ES, introducida por Casio en 2004, fue la primera calculadora que incorporó el sistema «Natural Textbook Display» (o Pantalla Natural). Permitió la visualización de expresiones de fracciones, exponentes, logaritmos, potencias y raíces cuadradas, etc., tal como están escritas en un libro de texto estándar. El Natural Display utiliza la representación natural de expresiones y fórmulas matemáticas a través de una matriz de puntos de la pantalla 96×31. Casio usa el término Natural V.P.A.M. para la serie de calculadoras fx-ES Plus, que son la versión mejorada de la serie fx-ES.
A principios de 2015, Casio introdujo una nueva línea de calculadoras llamada CLASSWIZ para diferentes mercados, que presenta una pantalla de libros de texto naturales de matriz de puntos de alta resolución (192×63) e incorpora funciones de hoja de cálculo en algunos modelos. Esta serie de calculadoras se llama serie fx-EX, la cual sucede a la serie de calculadoras fx-ES Plus.

## Lista de calculadoras
Nota: Las cifras en cursiva entre paréntesis indican el año de introducción, por ejemplo: (c. 1994)

### V.P.A.M.(Método algebraico visualmente perfecto)
Modelos:

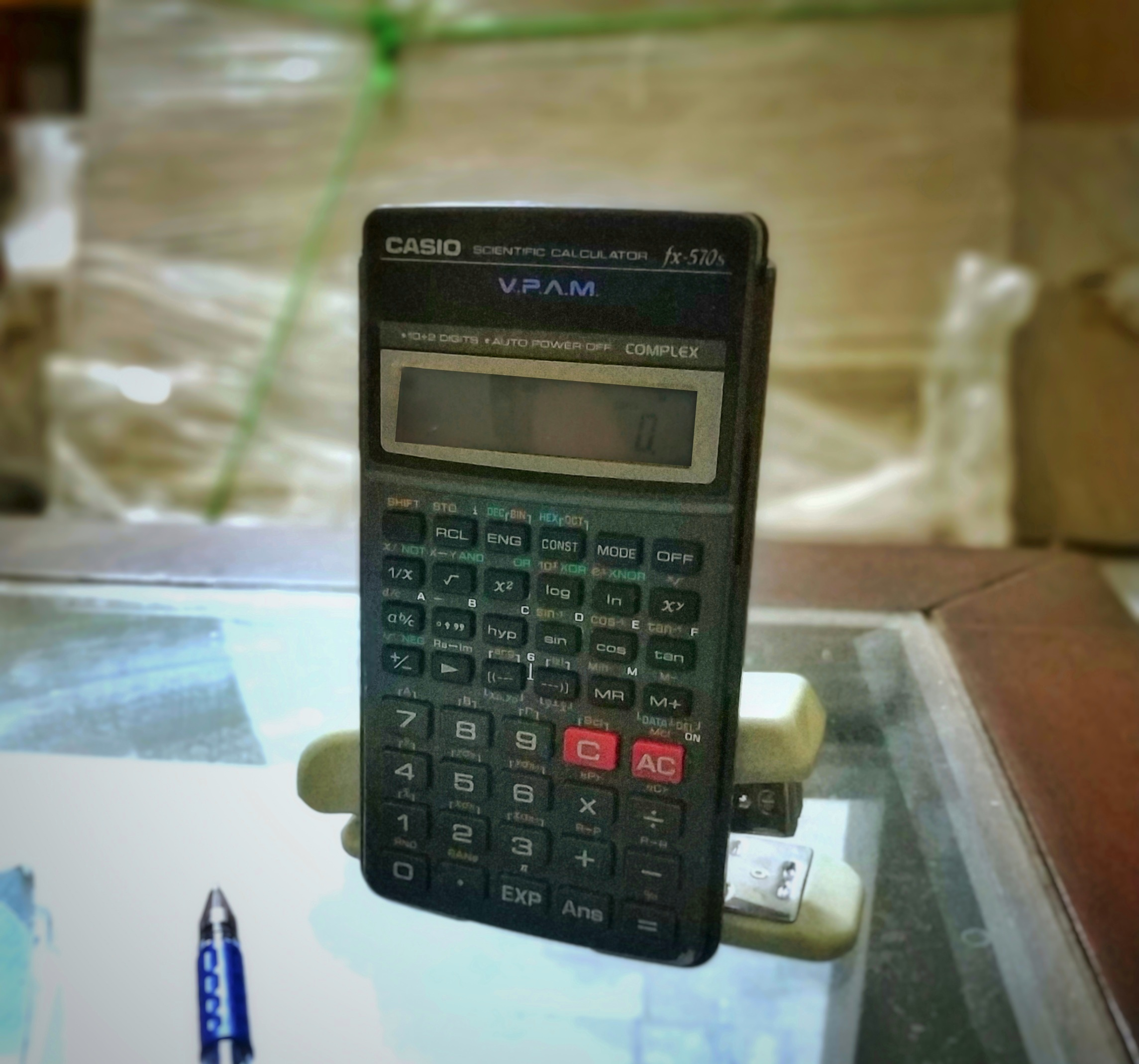
Casio fx-570S con V.P.A.M.

- fx-991S / 570S / 911S / 992S (c. 1994)
- fx-115S / 100S / 122S (c. 1995)
- fx-993S (c. 1996)
- fx-300S (una versión simplificada de 8+2 dígitos)

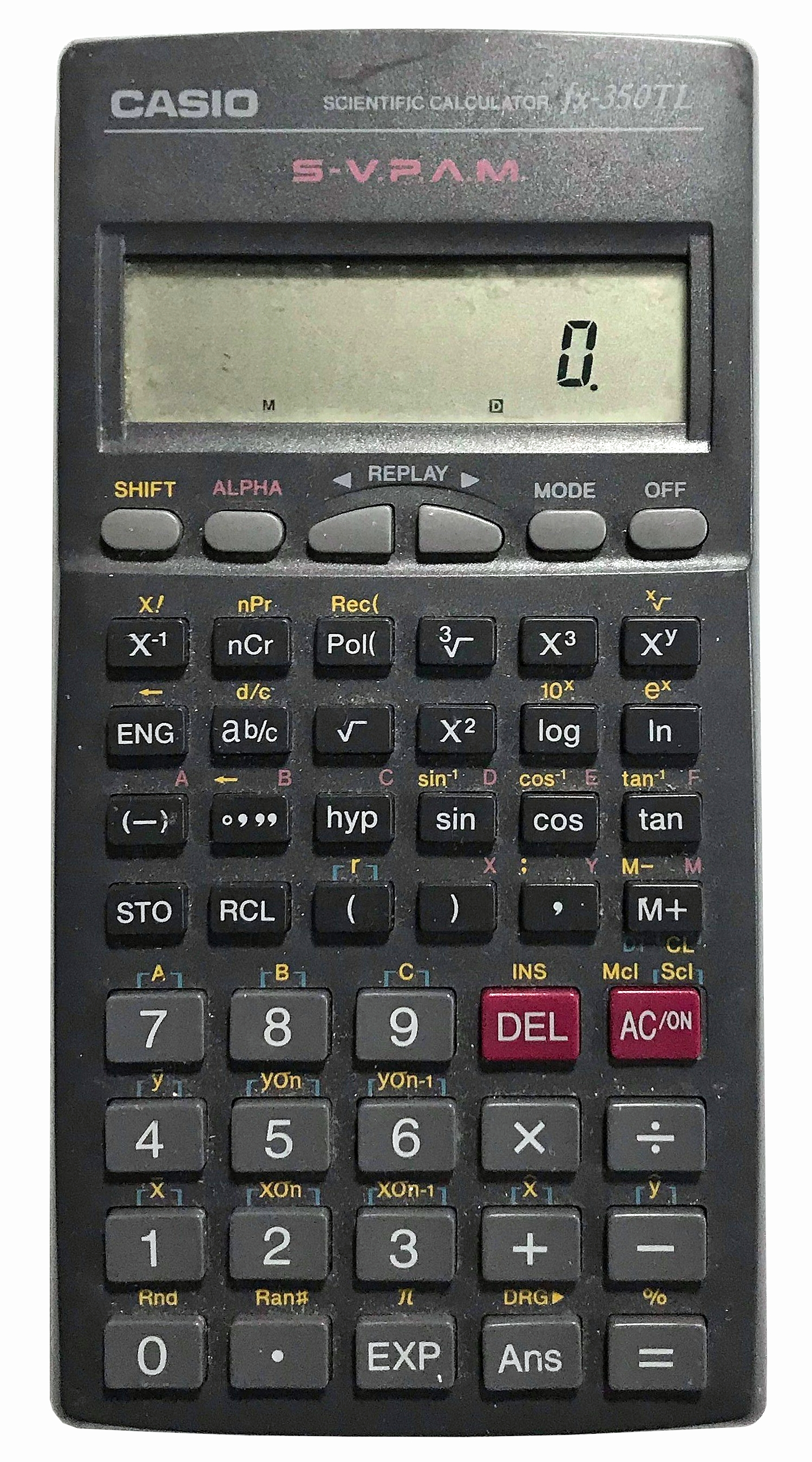

### S-V.P.A.M.(Dos líneas, Multirreproducción)
- fx-350TL

#### SerieW
Los cambios en las calculadoras de la serie S incluyen:
- Pantalla LCD de dos líneas con una línea superior de 5×6 puntos y una línea inferior de siete segmentos que había sido usada en las calculadoras programables Casio fx-4500P (usaba células de matriz de 5×7 puntos).[1]
- fx-991W / 570W / 115W / 100W / 115WA (c. 1998-99).
- fx-82TL / 83W / 85W / 85WA / 300W / 350TL / 83WA / 270W (c. 1998-99)

#### SerieMS
Variantes revisadas de la serie W de calculadoras que incluyen nuevas funciones, como:
- Relocalización de múltiples funciones en los menús, que anteriormente figuraban en Casio fx-5500LA,[2] pero la función se selecciona por teclado numérico.
- Múltiples declaraciones de recordación

Modelos no programables:
- fx-991MS / 570MS / 115MS / 100MS / 95MS / 85MS / 350MS / 82MS (a principios de los años 2000).
- fx-912MS (versión japonesa del fx-115MS)
- fx-300MS (modelo estadounidense)
- OH-300MS (Modelo de proyección aérea), fx-100AU (específico para Australia)
- fx-500MS (Vietnam)
- fx-290 (Japón)
- fx-220 PLUS (Internacional)

Modelos programables:
- fx-3650/3950P (Internacional)
- fx-3650P II (Internacional)
- fx-50F PLUS (Internacional)
- fx-50FH (Hong Kong)
- fx-50FH II (Hong Kong)
- fx-72F (Japón)

### Pantalla natural de libro de texto

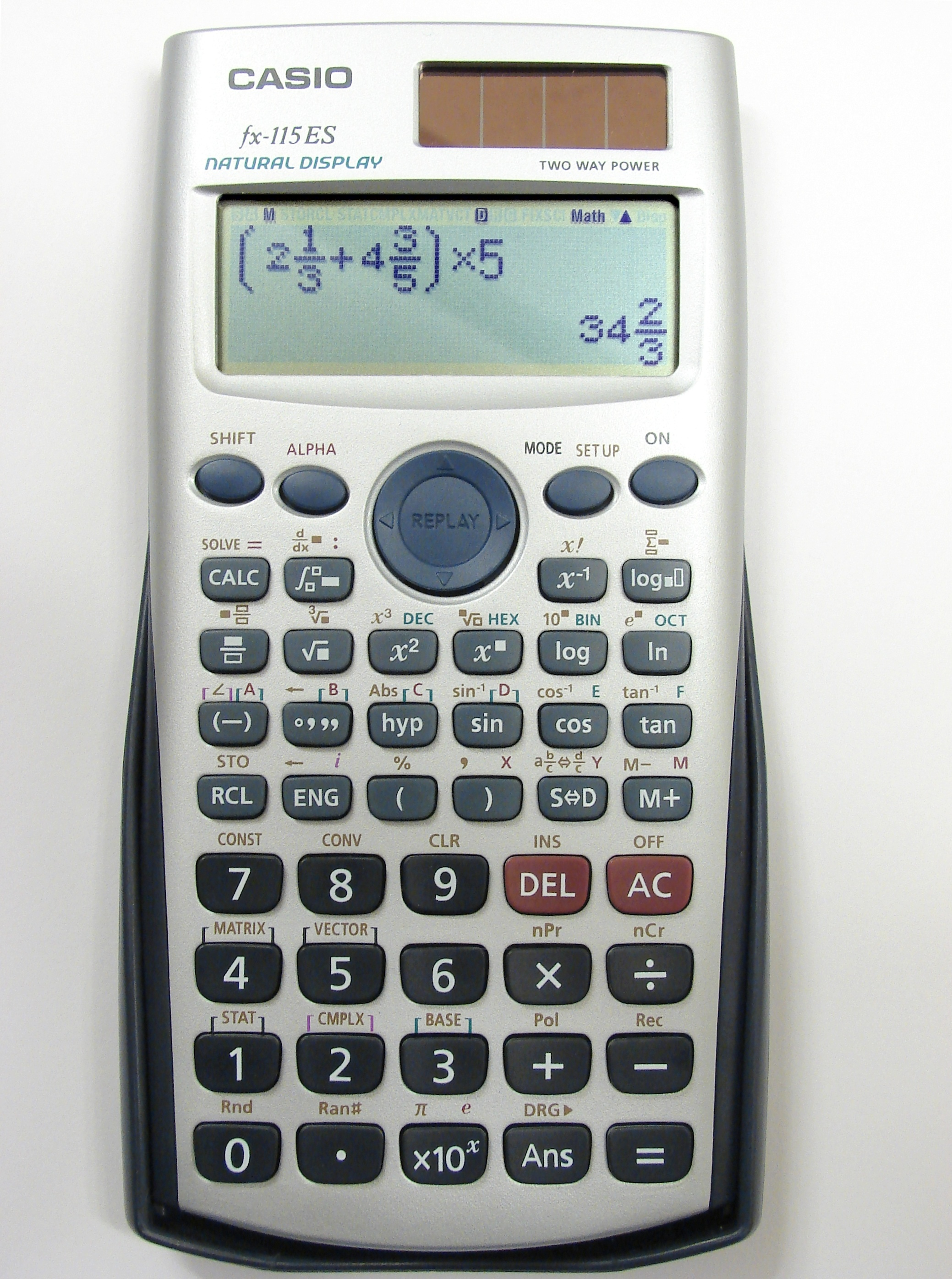
Calculadora científica Casio fx-115ES con Pantalla natural. (También llamada «V.P.A.M. Natural» en la versión actualizada.)

Versión revisada de la Serie MS, que incluye los siguientes cambios:
- Muestra una matriz de puntos de 96×31 líneas, pero las celdas de los caracteres están conectadas por puntos como calculadoras gráficas
- La capacidad de mostrar y editar fórmulas matemáticas en más formatos visuales
- Diseño revisado de la interfaz del menú de funciones, anteriormente presentado en Casio fx-4800P[3]
- No hay símbolos de ingeniería (prefijos SI) de entrada o de visualización, que estaba disponible en ciertos modelos de la serie MS / W / S (fx-100, 115, 570 y 991MS / W / S).

Las características específicas del modelo incluyen:
- La integración numérica utiliza fórmula de cuadratura de Gauss-Kronrod

Modelos:
- fx-991ES / 570ES / 115ES (c. 2004)
- fx-500ES / 350ES / 300ES / 85ES / 83ES / 82ES (c. 2004).
- OH-300ES (Modelo de proyección aérea)
- FC-100/200V (funciones financieras)

### V.P.A.M.natural
Modelos:
- fx-82AU PLUS II (Australia)
- fx-100AU PLUS (Australia)
- fx-82ES PLUS A (China, mensajes simplificados en chino)
- fx-82 / 95 / 350 / 570 / 991ES MAS (c. 2008-09).
- fx-115 / 300ES PLUS (EE. UU.)
- fx-991ES PLUS C (versión canadiense de fx-115ES PLUS)
- fx-82 / 85 / 87 / 991DE PLUS (Alemania)
- fx-85GT/fx-83GT Plus (específico para la Unión Europea)
- fx-82 / 991ZA Plus (Sudáfrica)
- fx-373 / 913 / 573 / 993ES (2008) (Japón)
- fx-375 / 915 / 995ES (2012) (Japón)
- fx-500 / 570VN PLUS (Vietnam)
- fx-95 / 96SG PLUS (Singapur)
- OH-300ES PLUS (Modelo de proyección aérea)
- fx-FD10 Pro (Modelo internacional de ingeniería civil)

La unidad central de procesamiento (CPU) que se encuentra en esos modelos está basada en la arquitectura nX-U8/100.

### ClassWiz (Exhibición de libros de texto naturales de alta resolución)

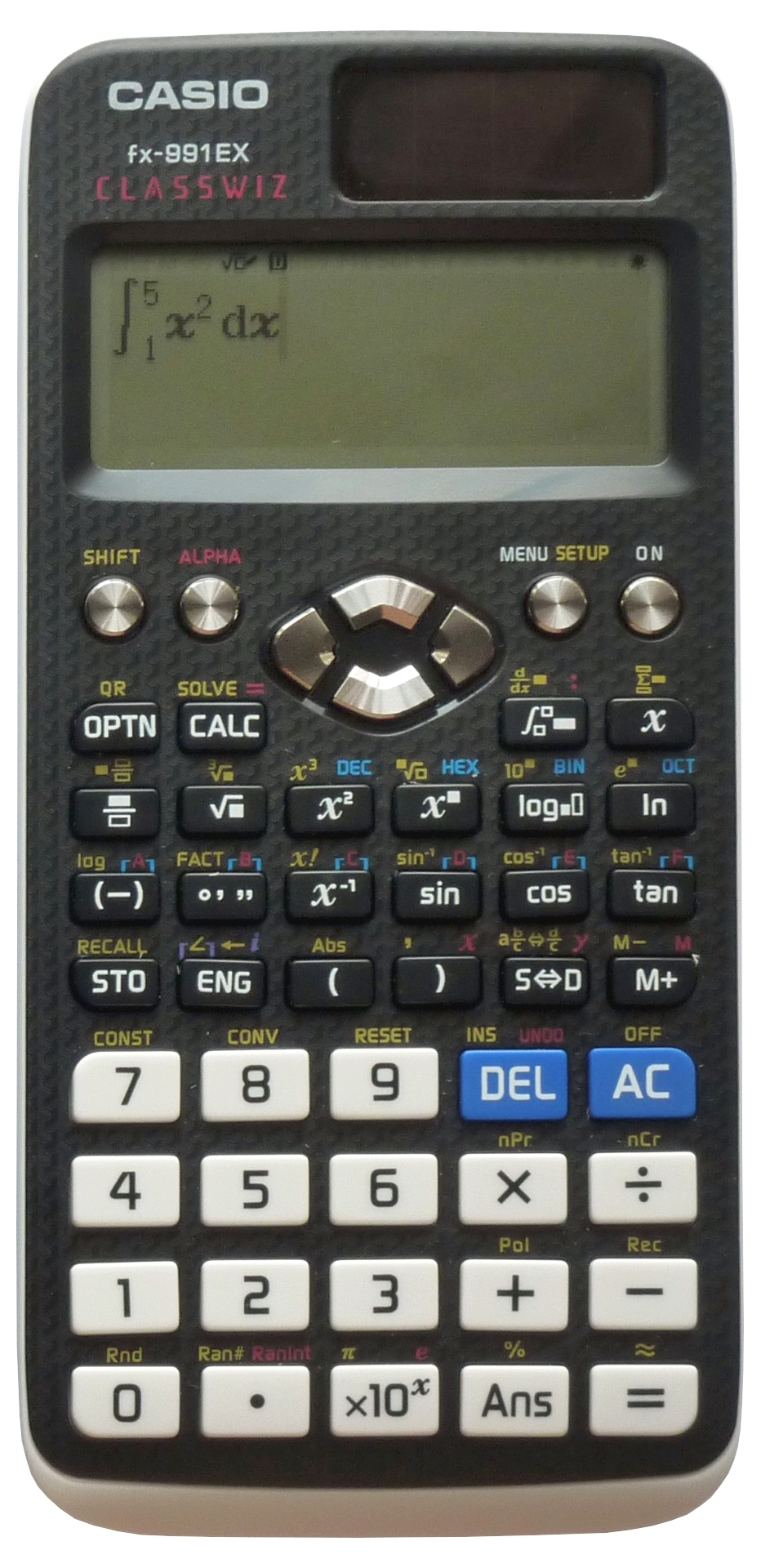
Casio fx-991EX CLASSWIZ (Pantalla natural de libro de texto de alta resolución.)

Los cambios en la serie ES PLUS incluyen:
- Pantalla estándar de 192×63
- Menú de modo basado en iconos usado previamente en las calculadoras gráficas de Casio fx-9700GE
- Las funciones específicas del modo son accesibles a través de una tecla de función unificada como en fx-4800P

Las características específicas del modelo incluyen:
- Las constantes científicas y las funciones de conversión se agrupan en categorías
- Mensajes multilingües (excluyendo los modelos EX y DE X)
- Exportación de Código QR (excluyendo los modelos CN X, VN X y fx-530AZ STUDY CAL)
- La pantalla multipantalla admite hasta seis filas (excluyendo la serie JP, fx-530AZ STUDY CAL y fx-580VN X)
- El modo vectorial ahora soporta un máximo de cuatro vectores variables y cuatro almacenamientos de vectores definidos por el usuario
- El modo de matriz ahora soporta un máximo de matrices de 4×4 y un almacenamiento de matriz definido por el usuario
- Nuevo modo hoja de cálculo (excluyendo los modelos CN X y VN X)
- El solucionador de ecuaciones lineales simultáneas soporta hasta cuatro variables
- El solucionador de ecuaciones polinómicas apoya hasta las ecuaciones y desigualdades de 4º grado
- Los símbolos de ingeniería se muestran y se introducen en las calculadoras de las series MS, W, S y D.
- Tabla periódica con modo peso atómico información (JP900 y 570/991 CE X solamente)[5]

Modelos:
- fx-82 / 85 / 350 / 570 / 991EX (2015 1Q) (Internacional)[6]
- fx-JP500 / 700 / 900 y fx-530AZ STUDY CAL (finales de 2014) (Japón)
- fx-87 / 991DE X (Alemania)
- fx-82 / 350 / 570 / 991CE X (Europa Central)
- fx-85GT X (2019) (Unión Europea, Reino Unido)
- fx-92 Spéciale Collège (Francia)
- fx-92B Spéciale Collège (Bélgica)
- fx-82 / 350 / 570 / 991SP X II Iberia / fx-85SP X II Iberia (Portugal, España)
- fx-82 / 350 / 570 / 991LA X (América Latina)
- fx-82 / 95 / 570 / 991AR X Iberia, fx-95AR X, fx-570AR X, fx-991AR X (2015) (Oriente Medio, África árabe)[7]
- fx-82 / 95 / 350 / 991CN X 中文版 (Edición en chino) (2014) (China)</ref>
- fx-82 / 95 / 350 / 991CN X 中文版 (Chinese Edition) (2014) (China)[8]
- fx-580VN X (Vietnam)
- fx-97SG X (Singapur)